# Sinopoda
Sinopoda is een geslacht van spinnen uit de  familie van de Sparassidae (jachtkrabspinnen).

## Soorten
- Sinopoda albofasciata Jäger & Ono, 2002
- Sinopoda altissima (Hu & Li, 1987)
- Sinopoda anguina Liu, Li & Jäger, 2008
- Sinopoda angulata Jäger, Gao & Fei, 2002
- Sinopoda campanacea (Wang, 1990)
- Sinopoda chongan Xu, Yin & Peng, 2000
- Sinopoda crassa Liu, Li & Jäger, 2008
- Sinopoda dashahe Zhu et al., 2005
- Sinopoda dayong (Bao, Yin & Yan, 2000)
- Sinopoda derivata Jäger & Ono, 2002
- Sinopoda exspectata Jäger & Ono, 2001
- Sinopoda fasciculata Jäger, Gao & Fei, 2002
- Sinopoda forcipata (Karsch, 1881)
- Sinopoda fornicata Liu, Li & Jäger, 2008
- Sinopoda grandispinosa Liu, Li & Jäger, 2008
- Sinopoda hamata (Fox, 1937)
- Sinopoda himalayica (Hu & Li, 1987)
- Sinopoda koreana (Paik, 1968)
- Sinopoda licenti (Schenkel, 1953)
- Sinopoda longshan Yin et al., 2000
- Sinopoda microphthalma (Fage, 1929)
- Sinopoda minschana (Schenkel, 1936)
- Sinopoda nuda Liu, Li & Jäger, 2008
- Sinopoda ogatai Jäger & Ono, 2002
- Sinopoda okinawana Jäger & Ono, 2000
- Sinopoda pengi Song & Zhu, 1999
- Sinopoda semicirculata Liu, Li & Jäger, 2008
- Sinopoda serpentembolus Zhang et al., 2007
- Sinopoda serrata (Wang, 1990)
- Sinopoda shennonga (Peng, Yin & Kim, 1996)
- Sinopoda stellata (Schenkel, 1963)
- Sinopoda stellatops Jäger & Ono, 2002
- Sinopoda tanikawai Jäger & Ono, 2000
- Sinopoda tengchongensis Fu & Zhu, 2008
- Sinopoda triangula Liu, Li & Jäger, 2008
- Sinopoda undata Liu, Li & Jäger, 2008
- Sinopoda wangi Song & Zhu, 1999
- Sinopoda xieae Peng & Yin, 2001
- Sinopoda yaojingensis Liu, Li & Jäger, 2008
- Sinopoda yeoseodoensis Kim, J. P. & Ye, S. H., 2015